# Communauté d'agglomération des Deux Rives de Seine
La communauté d'agglomération des Deux Rives de Seine (CA2RS) est une ancienne structure intercommunale française, située dans le département des Yvelines et la région Île-de-France. 
Elle est dissoute le 31 décembre 2015, compte tenu de la création de la communauté urbaine Grand Paris Seine et Oise le 1er janvier 2016.
Elle regroupait douze communes des Yvelines ayant choisi de développer un certain nombre de compétences en commun, comme les transports en commun, l'aménagement du territoire ou la gestion de l'environnement. Les EPCI se sont particulièrement développés depuis la loi Chevènement (juillet 1999).
Par sa population, la CA2RS était la 3e communauté d’agglomération des Yvelines. Depuis 2012, elle comprend 12 communes : Andrésy, Carrières-sous-Poissy, Chanteloup-les-Vignes, Chapet, Les-Alluets-le-Roi, Médan, Morainvilliers, Orgeval, Triel-sur-Seine, Verneuil-sur-Seine, Vernouillet et Villennes-sur-Seine.
Le territoire de la CA2RS, et notamment de la boucle de Chanteloup, est identifié par la région comme un territoire stratégique de développement urbain.

## Histoire
La communauté de communes des Deux Rives de la Seine (CA2RS) a été créée par arrêté préfectoral du 29 novembre 2005. Elle a installé son siège social dans l'ancienne mairie de Carrières-sous-Poissy. Le premier conseil communautaire s'est tenu le 5 décembre 2005.
En 2008, la population de Verneuil-sur-Seine ayant dépassé le seuil de 15 000 habitants, les conditions étaient réunies pour que la communauté de communes se transforme en communauté d’agglomération. Elle est devenue communauté d'agglomération le 1er janvier 2009.
En 2011, dans le cadre du schéma départemental de coopération intercommunale, les communes de Médan, Les Alluets-le-Roi, Morainvilliers, Orgeval, et Villennes-sur-Seine ont le choix de rejoindre la CA2RS, rejointes peu après par Vernouillet. Ainsi, au 1er janvier 2012, ce sont donc 12 communes qui composent l'agglomération, d'un périmètre d'environ 90 km2.
Les communes d'Achères, Conflans-Sainte-Honorine, Maisons-Laffitte et Poissy ont un temps envisagé de rejoindre la communauté d'agglomération avant de décider de constituer des intercommunalités distinctes.
Le 1er janvier 2016, par deux arrêtés préfectoraux du 28 décembre 2015, la communauté d'agglomération des Deux Rives de Seine fusionne avec les communautés d'agglomération de Mantes-en-Yvelines, de Poissy-Achères-Conflans et de Seine et Vexin, ainsi qu'avec les communautés de communes des Coteaux du Vexin et de Seine-Mauldre, pour former la communauté urbaine Grand Paris Seine et Oise.

## Présidence
Liste chronologique des présidents de la communauté d'agglomération des Deux Rives de Seine :
- 2006 - 2009 : Michel Sorain
- 26 janvier 2009 - 11 décembre 2012 : Pierre Cardo
- 17 décembre 2012 - 31 décembre 2015 : Philippe Tautou

## Organisation

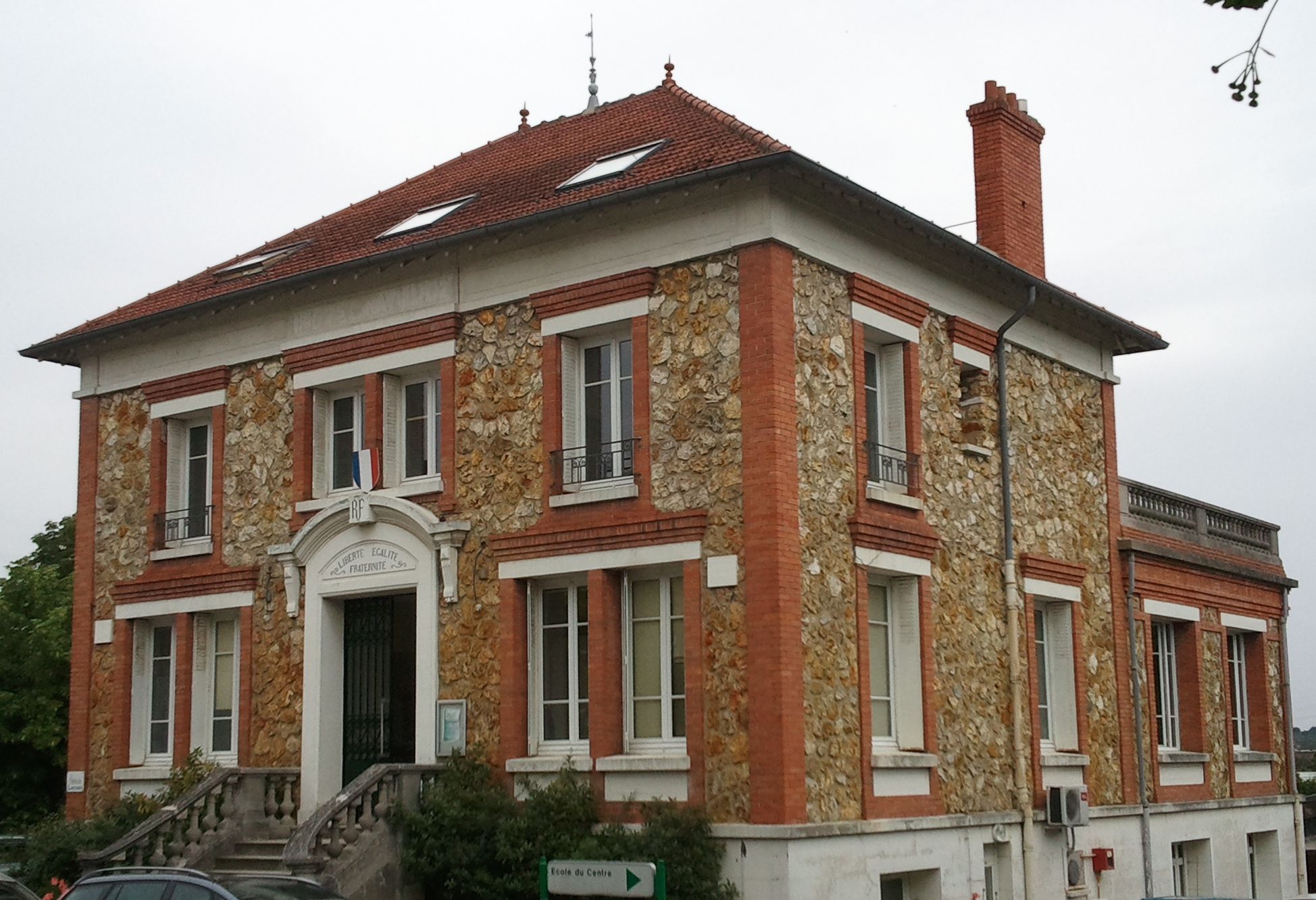
Hôtel d'agglomération: Siège de la CA2RS dans l'ancienne mairie de Carrières-sous-Poissy.

| Composition de l'exécutif | Composition de l'exécutif | Composition de l'exécutif | Commune Sièges au Conseil communautaire | Commune Sièges au Conseil communautaire | Habitants | Superficie km2 |
| ------------------------- | ------------------------- | ------------------------- | --------------------------------------- | --------------------------------------- | --------- | -------------- |
| Philippe Tautou           | UMP                       | Président                 | Verneuil-sur-Seine                      | 6                                       | 15 466    | 9,43           |
| Christophe Delrieu        | UMP                       | 1er vice-président        | Carrières-sous-Poissy                   | 6                                       | 15 453    | 7,19           |
| Hugues Ribault            | DVD                       | 2e vice-président         | Andrésy                                 | 5                                       | 11 980    | 6,91           |
| Joël Mancel               | DVD                       | 3e vice-président         | Triel-sur-Seine                         | 5                                       | 11 549    | 13,58          |
| Catherine Arenou          | UMP                       | 4e vice-présidente        | Chanteloup-les-Vignes                   | 5                                       | 9 614     | 3,33           |
| Pascal Collado            | UMP                       | 5e vice-président         | Vernouillet                             | 5                                       | 9 401     | 6,48           |
| Yannick Tasset            | UMP                       | 6e vice-président         | Orgeval                                 | 4                                       | 5 919     | 15,33          |
| Michel Pons               | UMP                       | 7e vice-président         | Villennes-sur-Seine                     | 4                                       | 5 103     | 5,17           |
| Fabienne Deveze           | DVD                       | 8e vice-président         | Morainvilliers                          | 3                                       | 2 473     | 7,24           |
| Karine Kauffmann          | DVD                       | 9e vice-président         | Médan                                   | 3                                       | 1 436     | 2,85           |
| Pierre Gautier            | LDIV                      | 10e vice-président        | Les Alluets-le-Roi                      | 3                                       | 1 211     | 7,39           |
| Rosine Thiault            | SE                        | 11e vice-président        | Chapet                                  | 3                                       | 1 195     | 5,10           |

## Géographie
Villes limitrophesMaurecourt, Vaux-sur-Seine, Meulan, Ecquevilly, Bouafle, Les Mureaux, Poissy, Achères.

## Transports

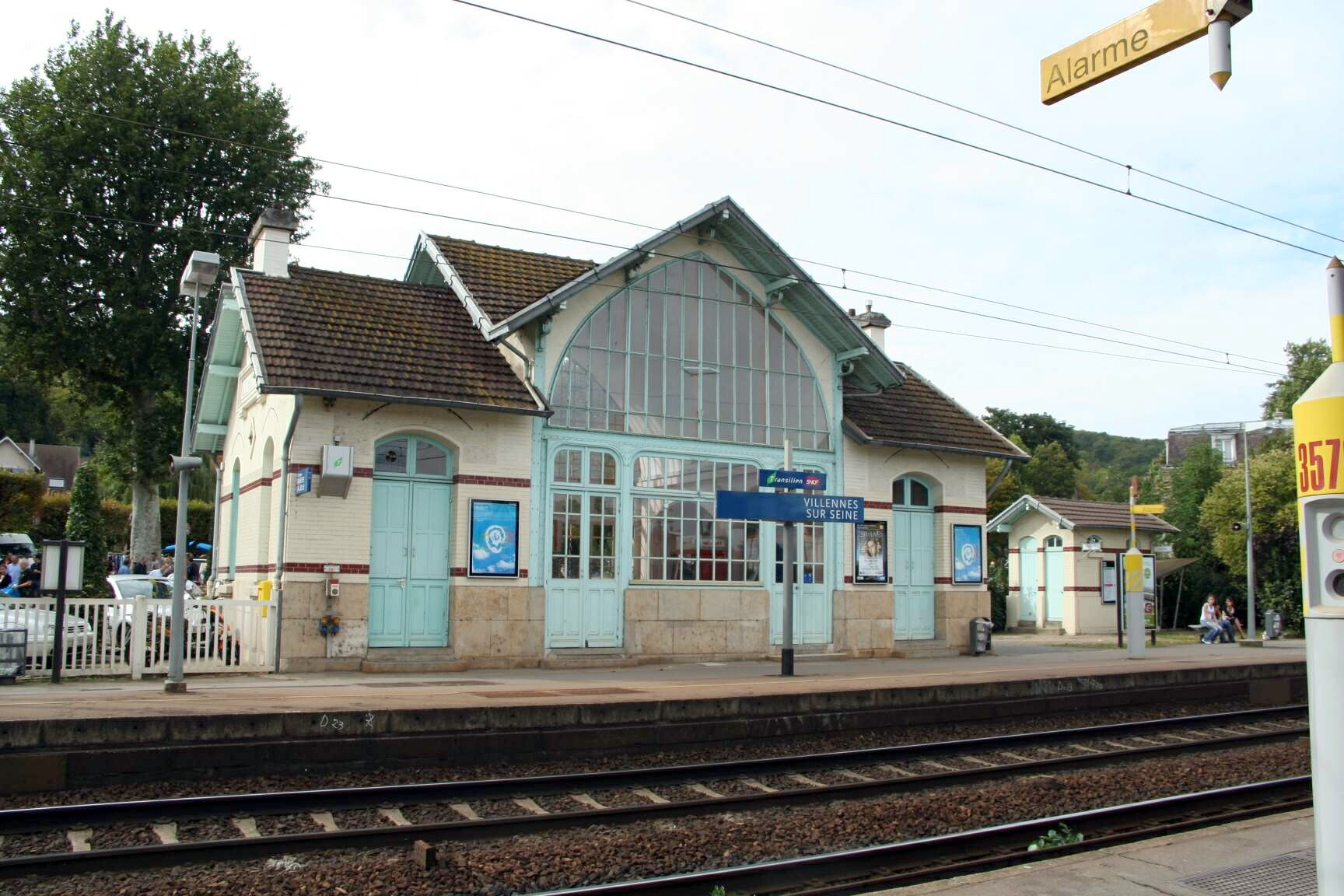
La gare de Villennes-sur-Seine

Lignes de train : la CA2RS est desservie par plusieurs gares SNCF sur les communes :
- d'Andrésy (Ligne J via Conflans Saint Honorine).
- Chanteloup-les-Vignes (Ligne J via Conflans Saint Honorine).
- Triel-sur-Seine (Ligne J via Conflans Saint Honorine).
- Verneuil-sur-Seine (Ligne J via Poissy). la commune de Verneuil accueille 2 gares / Vernouillet- Verneuil et Les Clairières de Verneuil.
- Villennes-sur-Seine (Ligne J via Poissy)

La communauté d'agglomération est proche de plusieurs axes ferroviaires majeurs :
- RER A en gare de Poissy.
- Ligne J Transilien SNCF de la liaison Paris-Saint-Lazare / Mantes-la-Jolie via Poissy ou via Conflans Saint Honorine
- RER E avec le prolongement via Poissy à l'horizon 2020 environ.

La gare de Poissy est à 20 minutes en RER A de La Défense (le premier quartier d'affaires européen par l'étendue de son parc de bureaux). Les habitants des communes les plus proches (notamment Carrières-sous-Poissy) peuvent rejoindre la gare en bus ou via le pont qui enjambe la Seine.
La gare de Conflans-Fin-d'Oise est à 35 minutes en RER A de La Défense (le premier quartier d'affaires européen par l'étendue de son parc de bureaux). Les habitants des communes les plus proches (Notamment Andrésy) peuvent rejoindre la gare en bus ou via le pont qui enjambe l'Oise.
Il s'agit de liaisons ferroviaires entre la gare de Paris-Saint-Lazare et la ville de Mantes-la-Jolie. L'une de ces dessertes s'effectue par Conflans-Sainte-Honorine, alors que la seconde s'effectue par le biais de Poissy.
Lignes de bus : La commune de Carrières-sous-Poissy est à proximité de la ligne A du RER dont une partie du terminus est à Poissy.
C'est le transporteur Courriers de Seine-et-Oise (CSO), filiale du groupe transdev, qui assure les services de bus sur la communauté d'agglomération.
De nombreuses lignes de bus.
Bus Express A14 : entre Orgeval et La Défense permet une desserte entre Paris La Défense, et la région en moins de 30 minutes.
Voiture :

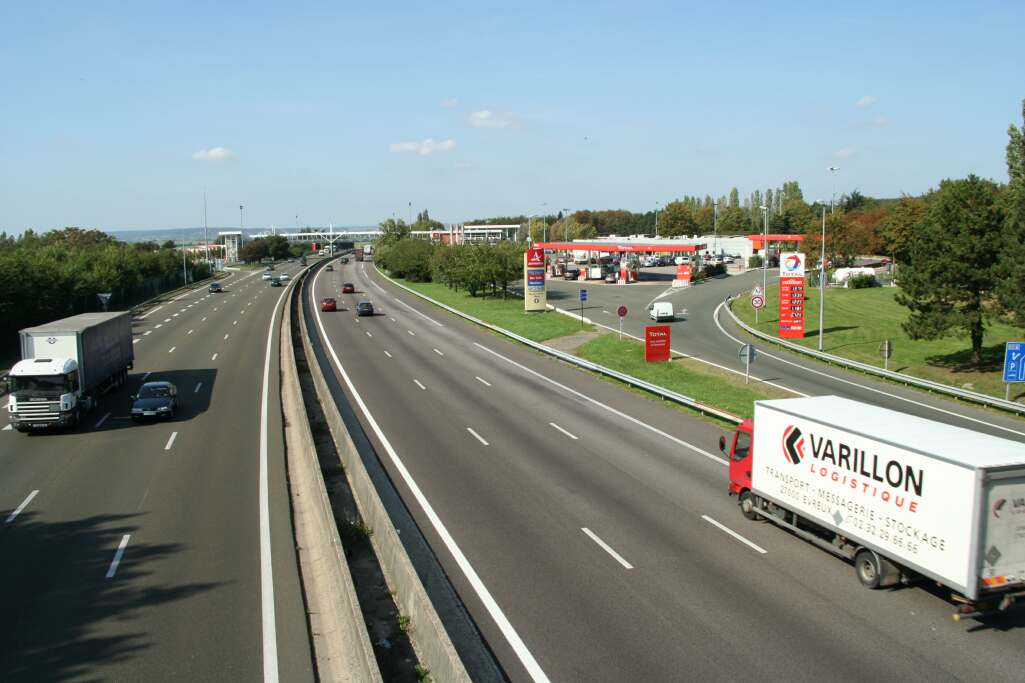
Aire de service de Morainvilliers sur l'autoroute A13.

Trois autoroutes desservent la communauté d'agglomération: deux autoroutes gratuites (A13 et A15) et une autoroute payante qui permet de rejoindre La Défense (A14).
Il s'agit d'axes autoroutiers très importants notamment dans les trajets travail-domicile de l'ensemble du département des Yvelines. L'autoroute A13 est très fréquentée en matinée.
- Autoroute A13 Sortie 7 (km 23 - Orgeval / Poissy / Vilennes-sur-Seine).
- Autoroute A14 (Orgeval / Poissy / Vilennes-sur-Seine).
- Autoroute A15 (Cergy / Herblay / Eragny).